# Марія Саксен-Веймар-Айзенаська (1808—1877)
Марія Саксен-Веймар-Айзенаська (нім. Marie von Sachsen-Weimar-Eisenach, повне ім'я Марія Луїза Александріна, 3 лютого 1808 — 18 січня 1877) — принцеса Саксен-Веймар-Айзенаська із Саксен-Веймарського дому, донька великого герцога Саксен-Веймар-Айзенаху Карла Фрідріха та російської великої княжни Марії Павлівни, дружина принца Прусського Карла.

## Біографія
Марія народилась 3 лютого 1808 року у Веймарі. Вона була другою дитиною та старшою донькою в родині принца Карла Фрідріха Саксен-Веймар-Айзенаського та його дружини Марії Павлівни. Своє ім'я новонароджена отримала на честь матері. Старший брат Марії помер ще до її народження. Згодом, у дівчинки з'явились молодший брат Карл Александр та сестра Августа. 
Країною в цей час правив їхній дід Карл Август. Згідно із рішенням Віденського конгресу у 1815 році, Саксен-Веймар-Айзенах значно розширив свої території та отримав статус великого герцогства. Марія, після цього, отримала право на предикат Її королівська високість.
Веймарський двір, при якому зростала юна принцеса, був одним з найліберальніших в тогочасній Німеччині. Вже у 1816 в країні була прийнята Конституція, яка, серед іншого, дарувала свободу слова та свободу преси. Веймар, ще знаходячись під впливом просвітницького духу герцогині Анни Амалії, прагнув до мистецтва та літератури. Йоганн Вольфганг фон Гете був частим гостем у королівському палаці.
Батько Марії був сором'язливою людиною, вів затворницький спосіб життя, і, більш за все,полюбляв казки. Матір, продовжуючи справу попередниці, всіляко заохочувала культурний та науковий розвиток герцогства.
Разом із молодшою сестрою, Марія отримала всебічну освіту, в основному, спрямовану на подальше куртуазне виконання церемоніальних обов'язків. Навчання включало в себе уроки малювання, які давала дівчатам придворна художниця Луїза Зайдлер, та заняття з музики, що були доручені придворному капельмейстеру Йоганну Непомуку Гуммелю.
У 1824 році принцеса вперше побачила свого майбутнього чоловіка — Карла Прусського. Марія Павлівна з доньками прямували в Росію, де правив її брат Микола I. Він із дружиною мав зустріти їх на кордоні, у Франкфурті-на-Одері. У Франкфурті ж кронпринцесу від імені прусського короля вітали принци Карл та Вільгельм. Протягом цієї зустрічі Карл закохався у Марі. 
Король Фрідріх-Вільгельм III підтримав вибір сина і невідкладно зв'язався із дворами Веймара та Санкт-Петербурга, щоб домовитись про укладання шлюбу. Однак, матір і бабуся Марії сподівались, що вона вийде заміж за спадкоємця престолу, і запропонували її союз з Вільгельмом, в той час,як Карл мав одружитися із Августою. Ситуація ускладнявалася коханням Вільгельма до Елізи Радзивілл. Марія Павлівна таємно сподівалась на укладення між ними морганатичного шлюбу, внаслідок якого прусський трон наслідували б діти Карла та Марії.
Справа тягнулася більше двох років, доки Марії Федорівні вдалося умовити доньку погодитись на шлюб Карла та Марі, не ставлячи умов для Вільгельма.
У 19 років Марія побралася з Карлом у Шарлоттенбургу. Весілля відбулося 26 травня 1827 року. Від 1829 року молода родина жила в Берліні у Палаці принца Карла на площі Вільгельма №8-9, який був перебудований за проектом Карла Фрідріха Шинкеля. Літньою резиденцією, яка швидко стала улюбленою, став заміський палац Ґлініке поблизу Потсдама.
У 1829 році Августа таки вийшла заміж за принца Вільгельма. Після цього вона стала вважатися вище за рангом, ніж її сестра. Підлегле становище обурювало Марі та її чоловіка. У принцеси суперництво із сестрою проявлялося у розкоші одягу та коштовностей. 
Будинок Карла та Марі був, також, осередком анти-британських настроїв прусського королівського двору та перебував в опозиції до кронпринцеси Вікторії.
Карл полюбляв історію, подорожі та мистецтво. В їхньому палаці було зібрано чимало витворів мистецтва та раритетних речей.Принц мав величезні грошові активі, які сприяли тому, що в розпорядженні родини було достатньо грошей.
7 грудня 1865 року Марія стала шефом 1-го Вестфальського полку польової артилерії № 7.
Принцеса померла перед своїм 69-річчям 18 січня 1877 року в Берліні. Поховали її у склепі під церквою Святих Петра та Павла в Ванзеє. Чоловік пережив її на шість років. Похований поруч з нею.

## Родина

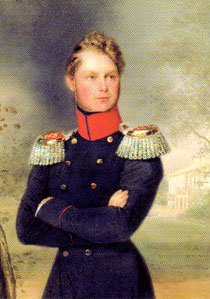
Принц Карл

Чоловік — Карл Прусський
Діти:
- Фрідріх Карл (1828—1885) — головнокомандувач прусської армії, генерал-фельдмаршал Пруссії та Росії, був одружений із Марією Анною Ангальт-Дессау, мав чотирьох доньок і сина;
- Луїза (1829—1901) — дружина ланграфа Гессен-Філіпшталь-Бархфельдського, дітей не мала;
- Анна (1836—1918) — дружина титулярного ланграфа Гессен-Кассельського Фрідріха Вільгельма, мала шестеро дітей.